# Весемір
Весемір (пол. Vesemir) — персонаж циклу «Відьмак» Анджея Сапковського — найстаріший на континенті відьмак, майстер відьмацької Школи Вовка. Наставник відьмака Ґеральта з Рівії та багатьох інших вихідців з Каер-Морхену.

## Біографія
Весемір вважався одним зі старших відьмаків, що залишилися в живих до середини XIII століття. У ході навчання наставником Весеміра був Бармін, який не розумів вільного способу життя молодого відьмака та його розгульних пригод.
У другій половині XII століття Каер Морен зазнав нападу розлюченого натовпу з групою магів. В результаті руйнування фортеці Весемір вижив: або його не було в замку під час погрому, або натовп прийняв його за мертвого, оскільки він лежав непритомним серед трупів своїх товаришів. Незважаючи на те, що погром не привів до повного знищення відьмачої фортеці, Школа Вовка, що у ній, так і не відновила свою повну функціональність.
У якийсь момент відьмак неподалік Каер Морена зустрів чаклунку Вісенну, яка вирішила віддати свою дитину, маленького хлопчика, на ім'я Ґеральт, на навчання відьмакам. Весемір фактично став батьком Ґеральта, але ставився до всіх юних відьмаків із суворою любов'ю.
Взимку 1234 року, виконуючи замовлення на фледера в Оксенфурті, Весемір недовго зустрічався з молодою дворянкою — графинею Міньоль. Помітивши при першій зустрічі ту здалеку, Весемір незабаром отримав секретний лист від жінки, яка запрошувала його до себе. У них було кілька зустрічей, які зрештою були перервані батьком Міньоль, який дізнався про цей роман. Весемір втік, залишивши при цьому свій костюм, а після цього за ним від батька графині був посланий ордер на арешт відьмака.
Незважаючи на те, що Школа Вовка перестала функціонувати, Весемір та інші відьмаки проводили зими у Каер Морені. Він допускав до зимівлі деяких відьмаків, які не належать до Вовків, наприклад як Койон, але заборонив вхід ренегатам — наприклад Брегену, чия різанина в Йєлло була відома своєю винятковою жорстокістю навіть у порівнянні з іншими Котами.

## Опис

### Характеристика
- Найстаріший відьмак на Континенті, який є майстром відьмачої Школи Вовка. Живе на території Північних Королівств.
- Під час навчання дітей в Каер Морені був учителем фехтування і монстрології. Ставав для своїх учнів кимось на кшталт батька.
- Дуже тепло ставиться до кожного зі своїх вихованців, періодично м'яко повчаючи життя, але ніколи не відмовляючи в допомозі.
- Не позбавлений почуття гумору — ледве помітного і м'якого, відповідного віку й іронічного сприйняття менш досвідчених відьмаків. Іноді любить напустити туману, прикидаючись старим і немічним.
- Володіє напрочуд спокійним характером, дуже мудрий. Як відьмак дуже талановитий і сильний — швидкість його реакції не притупили навіть солідні роки.

## Згадування

### Участь у літературній сазі
Весемір вперше згадується в книзі «Голос розуму», в монолозі між Ґеральтом і Іолею Першою. Відьмак каже, що його старий наставник фактично став йому прийомним батьком.
У книгах «Останнє бажання» і «Меч Призначення» Весемір неодноразово фігурує у спогадах Геральта про випадки, що сталися з ним у дитинстві. У оповіданні «Щось більше» з'ясовується, що Ґеральт, хоч і важко, але витяг з Весеміра інформацію про те, ким є його мати. Попри її очікування, відьмак впізнає мати при зустрічі з нею. Геральт каже Вісенні, що його ім'я було придумане Весеміром, на що Вісенна відповідає, що ім'я дала йому вона, а старий відьмак просто послідував її вибору.
В ході подій книги «Кров ельфів» Весемір радісно зустрічає Тріс Мерігольд у стінах Каер Морена. З'ясовується, що він знає чарівницю з часів її дитинства. Показавши як тренується з Ламбертом Цірі, він говорить їй про «найкращу» кімнату в Каер Морені, в якій вона може зупинитися. Наступного дня помітивши погано підігнаний на Цірі одяг, Трісс з'ясовує, що його зробив Весемір. Вислухавши її претензії, він вирішує зробити якісь «поправки» в спорядженні дівчинки.
Розлючена станом дитини, Трісс лається з Весеміром і Ґеральтом. Потрапивши в халепу, старий відьмак дозволяє чарівниці довше залишитися з Цірі. Надалі за цією розмовою з нею Весемір зізнається чарівниці, що вони викликали її в Каер Морен через магічні здібності дитини. Він розповідає про часті транси Цирі, що раптово з'являються. Згодом протягом усього терміну навчання Цірі в Каер Морені Весемір стає її наставником у монстрології.
У книзі «Володарка Озера» Весемір просить Ґеральта сказати йому те, що сказала Цірі під час третього за рахунком трансу. Так він дізнається, що Койона і Ґеральта чекає смерть від двох і трьох зубів відповідно.

### Гра «Відьмак»
Весемір став одним з перших, з ким Ґеральт, що втратив пам'ять, говорить після прибуття в Каер Морен. Під час нападу на фортецю бандитів на чолі з Азаром Яведом Ґеральт може допомогти Весеміру та решті відьмаків зі знищенням Хімери.
Після нападу Весемір розповідає Ґеральту про ще одного відьмака з їхнього цеху — Беренгара, і попереджає свого учня про можливу небезпеку, яка походить з його боку. Старий відьмак також дає Геральту відьмачий сталевий меч і куртку, а потім допомагає Білому Вовку створити лікувальний еліксир для Трісс. Після похорону загиблого Лео відьмаки розходяться в різні боки на пошуки винуватців нападу та крадіжки мутагенів.

### Пов'язанні завдання
- Захист Каер Морену;
- Ліки для Трісс;
- Секрети Відьмаків.

## Гра «Відьмак 3: Дикий Гін»
Весемір разом з Ґеральтом подорожує до Білого Саду і допомагає відьмакові шукати Йеннефер, а потім полює з ним на грифона. Після вбивства крилатої бестії старий вирушає до Каер Морена, щоб замести сліди до приходу нільфгаардців. Там згодом він допомагає Геральту підготуватися до битви з Диким Полюванням і розчарувати Уму.
Коли на Каер Морен нападає Дике Полювання, Весемір разом із друзями Геральта та рештою відьмаків захищає цитадель. Старий помирає, рятуючи Цірі, встигаючи встромити кинджал Імлеріху в печінку, після чого той повертає йому шию. Потім старого відьмака ховають із почестями на похоронному вогнищі. А разом із ним ховають і останню надію на відродження відьмаків.

## Польській фільм та серіал (2001, 2002)
У серіалі Весемір є не старим відьмаком, а простою людиною, жерцем-старійшиною печер Каер Морен, але, попри це, має незаперечний авторитет серед відьмаків. Він також має право вигнати відьмаків, що провинилися з ордена, що й зробив з Фальвіком та його спільниками. Через деякий час після дорослішання та змужніння Ґеральта він помирає від старості.
Роль Весеміра у серіалі «Відьмак» виконав актор Єжи Новак.

### Участь в епізодах
- 01: «Dzieciństwo» (Дитинство)
- 02: «Nauka» (Наука)
- 09: «Świątynia Melitele» (Святиня Мелітеле)
- 12: «Falwick» (Фальвік)

## Серіал від Netflix (2019)
Роль Весеміра у серіалі  виконав актор Кім Бодня.